# Kino (rysk rockgrupp)
Kino (ryska: Кино́) var en populär rysk (sovjetisk) rockgrupp. Bandet bildades 1981 i Leningrad och spelade new-wave/postpunk, bl.a. inspirerade av västerländsk musik som Joy Division och The Beatles. Kino släppte sju album och upplöstes när sångaren Viktor Tsoj omkom 1990 i en bilolycka. Övriga medlemmar var Jurij Kasparjan, gitarr, Igor Tichomirov, bas, och Georgij Gurjanov, trummor.
Gruppens och Viktor Tsojs kanske mest kända låt är Chotju Peremen! (Хочу́ переме́н!, Jag vill ha förändringar!), som först framfördes på en festival 1986, men som fick större genomslag som slutnummer i filmen Assa (Асса, inspelad 1986-1987, regi Sergej Solovjov, premiär 1 april 1988). Låten ingår i albumet Poslednij geroj (Последний герой, Den siste hjälten, 1989). Med texten om att våra hjärtan och ögon kräver förändringar, har den blivit en signaturmelodi för politisk opposition, både under Perestrojkan och senare. Sommaren 2020 spelades den olovligen vid ett valkampanjmöte för regeringssidan i Minsk, varvid två ljudtekniker häktades.